# Elecciones federales de 2006 en Sinaloa
Las Elecciones federales de 2006 en Sinaloa se llevaron a cabo el domingo 2 de julio de 2006, y en ellas se renovaron los titulares de los siguientes cargos de elección popular en el estado mexicano de Sinaloa:
- Presidente de la República. Jefe de Estado y de gobierno de México, electo para un periodo de seis años sin posibilidad de reelección, que comenzaría su gobierno el 1 de diciembre de 2006. El candidato electo fue Felipe Calderón.
- 3 senadores. Miembros de la cámara alta del Congreso de la Unión. Dos elegidos por mayoría simple y uno designado por el principio de primera minoría. Todos ellos por un periodo de seis años a partir del 1 de septiembre de 2006 sin posibilidad de reelección para el periodo inmediato.
- 8 diputados federales al Congreso de la Unión: Elegidos por mayoría simple. Constituirán, a partir del 1 de septiembre del 2006, la LX Legislatura del Congreso de la Unión de México sin posibilidad de reelección para el periodo inmediato.

## Resultados

### Presidente de México
|  | 37.04 % |

|  | 30.79 % |

|  | 26.87 % |

|  | 2.10 % |

|  | 0.68 % |

|  | 97.48 % |

|  | 2.52 % |

|  | 56.44 % |

#### Detalle por distrito
| Distrito | Calderón | López  | Madrazo | Mercado | Campa | Nulos/CNR |
| -------- | -------- | ------ | ------- | ------- | ----- | --------- |
| Distrito |          |        |         |         |       | Nulos/CNR |
| 1        | 37.16%   | 22.13% | 36.74%  | 0.77%   | 0.51% | 2.69%     |
| 2        | 37.24%   | 29.55% | 28.11%  | 2.27%   | 0.61% | 2.22%     |
| 3        | 36.62%   | 29.71% | 29.33%  | 1.55%   | 0.44% | 2.35%     |
| 4        | 27.35%   | 40.16% | 27.29%  | 1.43%   | 0.96% | 2.81%     |
| 5        | 41.23%   | 31.83% | 20.90%  | 2.72%   | 1.08% | 2.24%     |
| 6        | 39.61%   | 24.34% | 31.27%  | 1.63%   | 0.63% | 2.52%     |
| 7        | 37.70%   | 30.61% | 26.30%  | 2.36%   | 0.50% | 2.53%     |
| 8        | 37.70%   | 37.50% | 17.49%  | 3.68%   | 0.68% | 2.95%     |

### Cámara de Senadores
|  | 44.80 % |

|  | 36.98 % |

|  | 13.77 % |

|  | 1.69 % |

|  | 0.53 % |

|  | 97.77 % |

|  | 2.23 % |

|  | 56.07 % |

#### Detalle por distrito
| Distrito | LabastidaLópez | FélixOsorio | GandarillaRíos | BarrónEstrada | TeránAhumada | Nulos/CNR |
| -------- | -------------- | ----------- | -------------- | ------------- | ------------ | --------- |
| Distrito |                |             |                |               |              | Nulos/CNR |
| 1        | 47.13%         | 38.18%      | 11.04%         | 0.80%         | 0.31%        | 2.54%     |
| 2        | 60.21%         | 27.57%      | 8.78%          | 1.04%         | 0.33%        | 2.07%     |
| 3        | 43.16%         | 39.05%      | 14.41%         | 0.87%         | 0.41%        | 2.10%     |
| 4        | 44.00%         | 29.23%      | 21.10%         | 2.67%         | 0.42%        | 2.58%     |
| 5        | 41.65%         | 41.58%      | 11.92%         | 2.41%         | 0.53%        | 1.91%     |
| 6        | 41.41%         | 41.00%      | 12.55%         | 2.41%         | 0.55%        | 2.28%     |
| 7        | 42.99%         | 39.33%      | 13.76%         | 1.22%         | 0.58%        | 2.12%     |
| 8        | 35.27%         | 40.38%      | 18.40%         | 2.45%         | 1.11%        | 2.39%     |

### Cámara de Diputados

Diputados federales electos en Sinaloa para la LX Legislatura del Congreso de la Unión.

|  | 37.83 % |

|  | 36.23 % |

|  | 17.57 % |

|  | 5.13 % |

|  | 0.83 % |

|  | 97.59 % |

|  | 2.41 % |

|  | 55.81 % |

#### Distrito 1 (El Fuerte)
|  | 44.30 % |

|  | 39.60 % |

|  | 11.70 % |

|  | 1.27 % |

|  | 0.37 % |

|  | 97.24 % |

|  | 2.76 % |

|  | 54.47 % |

#### Distrito 2 (Los Mochis)
|  | 41.55 % |

|  | 36.87 % |

|  | 12.94 % |

|  | 5.60 % |

|  | 0.76 % |

|  | 97.72 % |

|  | 2.28 % |

|  | 56.56 % |

#### Distrito 3 (Guamúchil)
|  | 42.56 % |

|  | 35.55 % |

|  | 16.77 % |

|  | 2.18 % |

|  | 0.70 % |

|  | 97.76 % |

|  | 2.24 % |

|  | 58.01 % |

#### Distrito 4 (Guasave)
|  | 37.15 % |

|  | 27.40 % |

|  | 24.38 % |

|  | 7.92 % |

|  | 0.49 % |

|  | 97.34 % |

|  | 2.66 % |

|  | 57.68 % |

#### Distrito 5 (Culiacán de Rosales)
|  | 34.55 % |

|  | 31.60 % |

|  | 18.56 % |

|  | 12.29 % |

|  | 0.88 % |

|  | 97.88 % |

|  | 2.12 % |

|  | 58.57 % |

#### Distrito 6 (Mazatlán)
|  | 43.37 % |

|  | 37.74 % |

|  | 14.13 % |

|  | 1.59 % |

|  | 0.73 % |

|  | 97.56 % |

|  | 2.44 % |

|  | 54.79 % |

#### Distrito 7 (Culiacán de Rosales)
|  | 39.47 % |

|  | 36.25 % |

|  | 17.43 % |

|  | 3.07 % |

|  | 1.34 % |

|  | 97.56 % |

|  | 2.44 % |

|  | 52.83 % |

#### Distrito 8 (Mazatlán)
|  | 41.70 % |

|  | 25.14 % |

|  | 24.40 % |

|  | 4.99 % |

|  | 1.27 % |

|  | 97.50 % |

|  | 2.50 % |

|  | 53.19 % |